# Křehčené maso
Křehčené maso je termín pro výrobek z masa, které je v rámci zpracování napuštěno vodou se solí a polyfosfáty (např. E 452). Smyslem úpravy je zejména snížit výrobní náklady na kilogram výsledného masového produktu, protože voda, sůl i fosfáty jsou podstatně levnější než maso samotné. Takový výrobek bývá tímto způsobem běžně nastaven o více než 20 % a konzumentům, kteří zároveň jí i jiné potraviny s fosfáty (například tavené sýry), může způsobit odvápnění zubů a kostí a ohrozit tak jejich zdraví.
Samotné obohacování masa o vodu a soli je tradičním postupem změkčování tuhých mas, třeba při přípravě debrecínky, kde je skutečně hlavním smyslem výrobek změkčit. Při křehčení už tak měkkých mas, například kuřecích prsou, jde ovšem především o zisk prodejce. Naopak pro spotřebitele platícího i za přidanou vodu, která se při tepelné úpravě ztratí, může být ve výsledku křehčené maso dražší (na jednotku hmotnosti výsledného produktu) než maso nekřehčené. Další zvýšení podílu vody ve výrobku přitom může prodejce dosáhnout ještě glazováním ryb.
Na základě antikampaně vedené několik let, se podařilo zvýšit povědomí o tomto druhu masného výrobku a zákazníci jej přestali kupovat. Díky tomu a také negativní pověsti většina českých řetězců křehčené maso ze své nabídky stáhlo v průběhu léta v roce 2013.